# Ponte Vittorio Emanuele II
De Ponte Vittorio Emanuele II is een brug over de Tiber in Rome.
Op deze plaats stond in de oudheid de Pons Neronianus, waarvan bij laag water de restanten van een pijler nog te zien zijn. In 1886 ontwierp architect Ennio De Rossi een nieuwe brug. Deze moest het Vaticaan met de andere zijde van de Tiber verbinden. De bouw werd meermalen uitgesteld waardoor de brug pas in 1911 werd voltooid. De brug werd vernoemd naar koning Victor Emanuel II en is in 110 meter lang. Op beide oevers staan grote sokkels met daarop bronzen beelden van de godin Victoria.
Ponte di Castel Giubileo · Ponte Tor di Quinto · Ponte Flaminio · Ponte Milvio · Ponte Duca d'Aosta · Ponte della Musica · Ponte del Risorgimento · Ponte Giacomo Matteotti · Ponte Pietro Nenni · Ponte Regina Margherita · Ponte Cavour · Ponte Umberto I · Ponte Sant'Angelo · Ponte Vittorio Emanuele II · Ponte Principe Amedeo Savoia Aosta · Ponte Giuseppe Mazzini · Ponte Sisto · Ponte Garibaldi · Ponte Fabricio en Ponte Cestio · Ponte Rotto · Ponte Palatino · Ponte Sublicio · Ponte Testaccio · Ponte San Paolo · Ponte dell'Industria · Ponte Guglielmo Marconi · Ponte della Magliana · Ponte di Mezzocammino · Ponte Tor Boacciana